# Dolgovaške Gorice
Dolgovaške Gorice este o localitate din comuna Lendava, Slovenia, cu o populație de 277 de locuitori.